# Zhaoshang
Zhaoshang (kinesiska: 招商) är ett stadsdelsdistrikt i staden Shenzhen i provinsen Guangdong i sydöstra Kina. Det ligger i stadsdistriktet Nanshan. Antalet invånare vid folkräkningen 2020 var 131 962.